# Jhow Benavídez
Jhow Hendric Benavídez Banegas (El Porvenir, Atlántida, Honduras, 26 de diciembre de 1995) es un futbolista hondureño. Juega como mediocampista y su equipo actual es el Real España de la Liga Nacional de Honduras.

## Trayectoria

### Real España
El 20 de enero de 2013 hizo su debut en el empate de 2 a 2 contra Atlético Choloma, durante un juego válido por la 1ª fecha del Torneo Clausura. El 6 de agosto de 2014 debutó en un partido de Liga de Campeones de la Concacaf, en el juego de visita contra Pachuca que finalizó con derrota de 1 a 4. Cuatro días después, el 10 de agosto, anotó su primer gol profesional durante el empate como visitantes de 3 a 3 contra Platense.

## Selección nacional

### Selecciones menores
En el mes de marzo fue convocado para participar en los Juegos Deportivos Centroamericanos 2013, en donde la Selección de fútbol de Honduras Sub-21 se adjudicó el título de campeón. Posteriormente, el 30 de abril de 2015, fue convocado para disputar la Copa Mundial de Fútbol Sub-20 de 2015 en Nueva Zelanda. Un año después, el 25 de julio de 2016, se anunció su convocatoria a la Selección Olímpica de Honduras para disputar los Juegos Olímpicos de Río 2016.
Participaciones en Copas del Mundo
| Copa del Mundo              | Sede          | Resultado    | PJ | Goles |
| --------------------------- | ------------- | ------------ | -- | ----- |
| Copa Mundial Sub-20 de 2015 | Nueva Zelanda | Primera fase | 3  | 1     |

Participaciones en Juegos Olímpicos
| Juegos Olímpicos             | Sede   | Resultado    | PJ | Goles |
| ---------------------------- | ------ | ------------ | -- | ----- |
| Juegos Olímpicos de Río 2016 | Brasil | Cuarto lugar | 6  | 0     |

### Selección absoluta
Hizo su debut el 8 de octubre de 2016 en un amistoso contra Belice que finalizó con triunfo de 2 a 1 en favor la «H», que en ese entonces era dirigida por el colombiano Jorge Luis Pinto.

## Clubes
| Club        | País     | Año             |
| ----------- | -------- | --------------- |
| Real España | Honduras | 2012 - Presente |

## Estadísticas

### Clubes
Actualizado al último partido jugado el 7 de marzo de 2020.
| Club                                                | Temporada           | Div.                | Liga  | Liga  | Copas Nacionales | Copas Nacionales | Copas Internacionales(1) | Copas Internacionales(1) | Total | Total |
| Club                                                | Temporada           | Div.                | Part. | Goles | Part.            | Goles            | Part.                    | Goles                    | Part. | Goles |
| --------------------------------------------------- | ------------------- | ------------------- | ----- | ----- | ---------------- | ---------------- | ------------------------ | ------------------------ | ----- | ----- |
| Real España Honduras                                |                     |                     |       |       |                  |                  |                          |                          |       |       |
| 2012-13                                             | 1.ª                 | 4                   | 0     | -     | -                | -                | -                        | 4                        | 0     |       |
| 2013-14                                             | 1.ª                 | 16                  | 0     | -     | -                | -                | -                        | 16                       | 0     |       |
| 2014-15                                             | 1.ª                 | 20                  | 1     | -     | -                | 2                | 0                        | 22                       | 1     |       |
| 2015-16                                             | 1.ª                 | 36                  | 7     | -     | -                | -                | -                        | 36                       | 7     |       |
| 2016-17                                             | 1.ª                 | 35                  | 1     | -     | -                | -                | -                        | 35                       | 1     |       |
| 2017-18                                             | 1.ª                 | 40                  | 4     | -     | -                | -                | -                        | 40                       | 4     |       |
| 2018-19                                             | 1.ª                 | 39                  | 8     | -     | -                | 2                | 0                        | 41                       | 8     |       |
| 2019-20                                             | 1.ª                 | 23                  | 7     | -     | -                | -                | -                        | 23                       | 7     |       |
| Total                                               | Total               | 213                 | 28    | 0     | 0                | 4                | 0                        | 217                      | 28    |       |
| Total en su carrera                                 | Total en su carrera | Total en su carrera | 213   | 28    | 0                | 0                | 4                        | 0                        | 217   | 28    |
| (1)Incluye Concacaf Liga Campeones y Liga Concacaf. |                     |                     |       |       |                  |                  |                          |                          |       |       |

### Selección nacional
Actualizado al último partido jugado el 2 de junio de 2018.
| 1. | 8 de octubre de 2016 | Campo FFB, Belmopán, Belice                   | Belice        | 2–1 |  | Amistoso |
| 2. | 28 de mayo de 2018   | Estadio de Daegu, Daegu, Corea del Sur        | Corea del Sur | 0–2 |  | Amistoso |
| 3. | 2 de junio de 2018   | Estadio BBVA Compass, Houston, Estados Unidos | El Salvador   | 0–1 |  | Amistoso |

## Palmarés

### Campeonatos nacionales
| Título          | Club        | País     | Año  |
| --------------- | ----------- | -------- | ---- |
| Torneo Apertura | Real España | Honduras | 2013 |
| Torneo Apertura | Real España | Honduras | 2017 |

### Campeonatos internacionales
| Título                                            | Club                                   | País       | Año  |
| ------------------------------------------------- | -------------------------------------- | ---------- | ---- |
| Medalla de Oro Juegos Deportivos Centroamericanos | Selección de fútbol de Honduras Sub-21 | Costa Rica | 2013 |